# Gravrøse
En gravrøse er en gravhøj bygget af løse sten i stedet for af græstørv. Gravrøser er mest brugt i Norge, Sverige og Finland. En gravrøse kaldes også for en stenrøse, der ligesom røse blot kan være en stenbunke eller stenopstabling.
I Danmark er særligt Bornholm rig på røser.